# 오메가 중입자

오메가 중입자(영어: omega baryon)는 위 쿼크와 아래 쿼크를 포함하지 않는 중입자다. 아래첨자가 없는 경우 세 개의 기묘 쿼크로 이루어진 입자를 가리키고, 만약 일부 기묘 쿼크가 더 무거운 쿼크로 치환된 경우 아래첨자로 나타낸다. 기호는 그리스 대문자 오메가(Ω). 기호가 소문자 오메가인 오메가 중간자와는 관련없는 입자다.

## 역사
(야릇한) 오메가 중입자는 1962년에 머리 겔만이 팔정도를 이용하여 중입자 10중항을 완성하기 위하여 예측하였다. 이 입자는 1964년에 브룩헤이븐 국립연구소에서 발견되었다.

## 종류
쿼크 모형에 따라, 맵시 및 바닥 쿼크를 포함하는지에 따라 총 10종이 가능하다. (꼭대기 쿼크는 너무 무거위 중입자를 이루지 않는다.)
- (일반) 오메가 (Ω) sss
- 맵시 오메가 (Ωc) ssc
- 바닥 오메가 (Ωb) ssb

- 겹맵시 오메가 (Ωcc) scc
- 겹바닥 오메가 (Ωbb) sbb

- 세겹 맵시 오메가 (Ωccc) ccc
- 세겹 바닥 오메가 (Ωbbb) bbb
- 바닥 맵시 오메가 (Ωcb) scb

- 바닥 겹맵시 오메가 (Ωccb) ccb
- 겹바닥 맵시 오메가 (Ωcbb) cbb

이 중 오직 처음 셋만이 발견되었다.

## 같이 보기
- 델타 중입자
- 람다 중입자
- 입자 목록
- 핵자
- 시그마 중입자
- 크시 중입자

## 참고 문헌
1. 1 2  Gell-Mann (1962), Proc. Int. Conf. High-Energy Nucl. Phys., Geneva (CERN Scientific Information Service, Geneva, Switzerland, 1962), 805.
2. 1 2  Barnes; et al. (1964). “Observation of a Hyperon with Strangeness Number Three”. 《Physical Review Letters》 12 (8): 204.